# Daueraufenthaltskarte

Belgische Daueraufenthaltskarte (deutsche Sprachfassung)

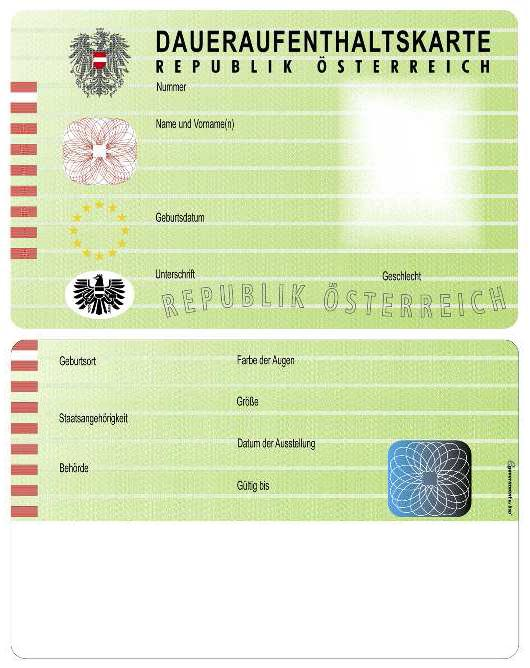
Österreichische Daueraufenthaltskarte

Schwedische Daueraufenthaltskarte

Rumänische Daueraufenthaltskarte

Daueraufenthaltskarte (englisch permanent residence card, spanisch tarjeta de residencia permanente, italienisch Carta di soggiorno permanente, französisch carte de séjour permanent, niederländisch Duurzame verblijfskaart) heißt das Aufenthaltsdokument, das im Europäischen Wirtschaftsraum für den Familienangehörigen eines freizügigkeitsberechtigten EWR-Bürgers ausgestellt wird, der nicht die Staatsangehörigkeit eines EWR-Landes, sondern eine Drittstaatsangehörigkeit besitzt, und das die Berechtigung für einen Daueraufenthalt in diesem Mitgliedstaat nachweist.

## Zweck
Die Daueraufenthaltskarte baut auf der Aufenthaltsverfestigung des Nicht-EWR-Bürgers nach langjährigem Aufenthalt mit einem EWR-Bürger in einem Land, dessen Staatsangehörigkeit der EWR-Bürger nicht besitzt, auf. Wegen der allgemeinen Zielsetzung → Zweck der Aufenthaltskarte.

## Rechtscharakter
Nach Art. 25 Unionsbürgerrichtlinie dürfen die Ausübung eines Rechts oder die Erledigung von Verwaltungsformalitäten unter keinen Umständen vom Besitz einer Bescheinigung über die Beantragung einer Aufenthaltskarte für Familienangehörige, einer Aufenthaltskarte oder einer Daueraufenthaltskarte abhängig gemacht werden, wenn das Recht durch ein anderes Beweismittel nachgewiesen werden kann. Daraus ergibt sich der deklaratorische Charakter der Daueraufenthaltskarte. Die Daueraufenthaltskarte verleiht das Daueraufenthaltsrecht nicht, sondern bescheinigt es nur. Die Daueraufenthaltskarte hat damit bloßen Ausweischarakter.

## Rechtsgrundlage und Geltungsbereich
Rechtsgrundlage der Aufenthaltskarte sind die Art. 16 bis 20 der Richtlinie 2004/38/EG (Unionsbürgerrichtlinie). Die Richtlinie gilt in der gesamten Europäischen Union einschließlich Großbritannien und Irland und in den Staaten des übrigen EWR, also auch in Island, Norwegen und Liechtenstein. Sie gilt nicht in der Schweiz. Die Richtlinie gilt in den Mitgliedstaaten nicht unmittelbar; sie ist aber inhaltlich von den Mitgliedstaaten in die jeweilige nationale Gesetzgebung zu übertragen.

## Voraussetzungen
Die allgemeinen Voraussetzungen entsprechen denen der Aufenthaltskarte.
Eine Daueraufenthaltskarte wird nach fünfjährigem ununterbrochenem rechtmäßigen Aufenthalt zusammen mit dem EWR-Bürger ausgestellt (Art. 16 Abs. 2 Unionsbürgerrichtlinie). Die Kontinuität des Aufenthalts wird weder durch vorübergehende Abwesenheiten von bis zu insgesamt sechs Monaten im Jahr, noch durch längere Abwesenheiten wegen der Erfüllung militärischer Pflichten, noch durch eine einzige Abwesenheit von höchstens zwölf aufeinander folgenden Monaten aus wichtigen Gründen wie Schwangerschaft und Niederkunft, schwere Krankheit, Studium oder Berufsausbildung oder berufliche Entsendung in einen anderen Mitgliedstaat oder einen Drittstaat berührt (Art 16 Abs. 3 Unionsbürgerrichtlinie).
Erwirbt der EWR-Bürger das Daueraufenthaltsrecht schon früher, so erwirbt der Familienangehörige das Recht auf eine Daueraufenthaltskarte zur selben Zeit (Art. 17 Abs. 3 Unionsbürgerrichtlinie). Ist der Arbeitnehmer oder Selbstständige jedoch im Laufe seines Erwerbslebens verstorben, bevor er ein Daueraufenthaltsrecht im Aufnahmemitgliedstaat erworben hat, so erwerben seine Familienangehörigen, die sich mit ihm in dem Aufnahmemitgliedstaat aufgehalten haben, das Recht, sich dort dauerhaft aufzuhalten, sofern
- der Arbeitnehmer oder Selbstständige sich zum Zeitpunkt seines Todes seit zwei Jahren im Hoheitsgebiet dieses Mitgliedstaats ununterbrochen aufgehalten hat oder
- der Tod infolge eines Arbeitsunfalls oder einer Berufskrankheit eingetreten ist oder
- sein überlebender Ehegatte die Staatsangehörigkeit dieses Mitgliedstaats durch Eheschließung mit dem Arbeitnehmer oder dem Selbstständigen verloren hat (Art. 17 Abs. 4 Unionsbürgerrichtlinie).

Ist der EWR-Bürger in den ersten fünf Jahren des Aufenthalts weggezogen, hat er sich von dem Familienangehörigen scheiden lassen oder wurde die Lebenspartnerschaft beendet oder ist der EWR-Bürger verstorben, so erwirbt der Familienangehörige das Daueraufenthaltsrecht, wenn er sich rechtmäßig fünf Jahre lang ununterbrochen im Aufnahmemitgliedstaat aufgehalten hat (Art. 18 Unionsbürgerrichtlinie).

## Verfahren
Daueraufenthaltskarten sind binnen sechs Monaten nach Einreichung eines entsprechenden Antrags auszustellen. Die Daueraufenthaltskarte ist automatisch alle zehn Jahre verlängerbar. Der Antrag auf Ausstellung einer Daueraufenthaltskarte muss vor Ablauf der Gültigkeit der Aufenthaltskarte gestellt werden. Die Nichterfüllung der Pflicht zur Beantragung einer Daueraufenthaltskarte kann mit verhältnismäßigen und nicht diskriminierenden Sanktionen geahndet werden. Aufenthaltsunterbrechungen von bis zu zwei aufeinander folgenden Jahren berühren nicht die Gültigkeit der Daueraufenthaltskarte (Art. 20 Unionsbürgerrichtlinie).

## Verlust des Daueraufenthaltsrechts
Wenn das Recht auf Daueraufenthalt erworben wurde, führt nur die Abwesenheit vom Aufnahmemitgliedstaat, die zwei aufeinander folgende Jahre überschreitet, zu seinem Verlust (Art. 16 Abs. 4 Unionsbürgerrichtlinie).
Das Daueraufenthaltsrecht darf im Übrigen durch behördliche Entscheidung aus Gründen der öffentlichen Ordnung, Sicherheit oder Gesundheit beschränkt werden (Art. 27 Abs. 1 Unionsbürgerrichtlinie). Bei Maßnahmen aus Gründen der öffentlichen Ordnung oder Sicherheit ist der Grundsatz der Verhältnismäßigkeit zu wahren und darf ausschließlich das persönliche Verhalten des Betroffenen ausschlaggebend sein. Strafrechtliche Verurteilungen allein können ohne weiteres diese Maßnahmen nicht begründen. Das persönliche Verhalten muss eine tatsächliche, gegenwärtige und erhebliche Gefahr darstellen, die ein Grundinteresse der Gesellschaft berührt. Vom Einzelfall losgelöste oder auf Generalprävention verweisende Begründungen sind nicht zulässig (Art. 27 Abs. 2 Unionsbürgerrichtlinie).
Als Krankheiten, die eine Verlustfeststellung rechtfertigen, gelten ausschließlich die Krankheiten mit epidemischem Potenzial im Sinne der einschlägigen Rechtsinstrumente der Weltgesundheitsorganisation und sonstige übertragbare, durch Infektionserreger oder Parasiten verursachte Krankheiten, sofern gegen diese Krankheiten Maßnahmen zum Schutz der Staatsangehörigen des Aufnahmemitgliedstaats getroffen werden (Art. 29 Abs. 1 Unionsbürgerrichtlinie). Krankheiten, die nach Ablauf einer Frist von drei Monaten ab dem Zeitpunkt der Einreise auftreten, stellen keinen Verlustgrund dar (Art. 29 Abs. 2 Unionsbürgerrichtlinie).